# Шейх Абдуррахман Гойтинский
Лёма (Лема) Шааранович Башаев, наиболее известный как шейх Абдуррахман Гойтинский (18 ноября 1967, Гойты, Урус-Мартановский район, ЧИАССР — 2003, Чечня) — чеченский религиозный и военный деятель, салафитский проповедник, исламский ученый-теолог; специалист по акиде; фикху и хадисам. Кадий Верховного шариатского суда ЧРИ по уголовным делам (до 1998). Участник второй чеченской войны в должности одного из командиров Шариатской гвардии Ичкерии.

## Биография
Лёма Башаев родился 18 ноября 1967 года в населённом пункте Гойты Урус-Мартановского района Чечено-Ингушской ССР. Известен как шейх Абдуррахман Гойтинский.
В начале 90-х Лёма получил религиозное образование в Йемене. 
До 1998 года он работал судьёй в верховном шариатском суде Чеченской Республики Ичкерия по уголовным делам.
После участия в боевых действиях в Гудермесе в 1998 году на стороне радикалов он был отстранён от занимаемой должности.
С начала второй чеченской войны он принимал участие в боевых действиях в составе Шариатской гвардии под руководством Абдул-Малика Межидова. В этот период он был ранен и впоследствии проходил лечение за границей в 2001-2002 годах.
Находясь за границей, он написал несколько книг на тему акиды, фикха и так далее:  “Кто мы и к чему мы стремимся” по акиде, “Дневник кади” по усуль-аль-фикх, “Фикх аль-джихад. Вопросы и ответы” и другие.
В начале 2003 года вернулся в Чечню и вновь вступил в ряды Шариатской гвардии. Командовал одним из подразделений в составе ШГ.
В конце 2003 года он был схвачен властями и убит.